# Колін Айрленд
Колін Айрленд (нар. 16 березня 1954 — пом. 21 лютого 2012) — британський серійний вбивця, відомий як Вбивця геїв, оскільки його жертвами були геї. Кримінолог Девід Вілсон вважав, що Айрленд був психопатом.
Айрленд виріс у вкрай неблагополучному середовищі. Він скоював різні злочини з 16 років і відбував покарання у виправних колоніях і в'язницях. Перебуваючи у Саутенді, він почав часто відвідувати Coleherne, гей-паб в Ерлз-Корт, Лондон. Айрленд шукав чоловіків, яким подобалася пасивна роль і садомазохізм, щоб він міг легко їх стримувати, оскільки жертви сприймали це як сексуальну гру.
Айрленд сказав, що він був гетеросексуалом: він двічі одружувався з жінками, а прикидався геєм лише для того, щоб подружитися з потенційними жертвами. Айрленд стверджував, що його вбивства не мали сексуальний мотив. Він був дуже організований і для кожного злочину мав повний набір для вбивства: мотузку, наручники та повний комплект нового одягу. Після вбивства позбувався будь-яких доказів, які пов'язували його з місцем події, він залишився у квартирі до ранку, щоб уникнути підозр, пішовши посеред ночі.
Айрленд отримав довічне ув'язнення за вбивства у грудні 1993 року і перебував за ґратами до своєї смерті у лютому 2012 року, у віці 57 років.

## Ранні роки
Айрленд народився у 1954 році у Дартфорді, графство Кент, у неодруженої пари підлітків. Невдовзі після його народження батько покинув сина та його 17-річну матір. Особа батька не вказана у свідоцтві про народження, і Айрленд не знав хто він. Мати виховувала його в злиднях; вони багато разів переїжджали. На початку 1960-х вийшла заміж. Коли вона завагітніла, Айрленд потрапив під опіку; пізніше він повернувся до неї. У 1966 році вийшла заміж за іншого чоловіка. У 1960-х роках у Ширнессі, графство Кент, Айрленд тричі отримував непристойні пропозиції і одного разу за ними шпигували педофіли. У підлітковому віці його відправили у виправну колонію за крадіжку, і, перебуваючи там, він навмисно підпалив речі іншого мешканця. У 17 років Айрленда засудили за пограбування. Він утік, але його повернули у виправний заклад.

## Рання дорослість
Намагаючись звести кінці з кінцями, Айрленд підробляв фізичною працею, а потім у грудні 1975 року його засудили за викрадення автомобіля, заподіяння шкоди та дві крадіжки зі зломом, за що отримав до 18 місяців ув'язнення. Айрленда звільнили у листопаді 1976 року, він переїхав до Свіндона, Вілтшир. Кілька місяців він жив із жінкою та її дітьми. У 1977 році його засудили до 18 місяців ув'язнення за вимагання. У 1980 році він отримав до двох років позбавлення волі за пограбування. У 1981 році його притягнули до відповідальності за спробу шахрайства.
У 1982 році Айрленд одружилася з Вірджинією Замміт; подружжя та їхня донька жили в лондонському районі Голловей. У 1985 році він отримав до шести місяців ув'язнення за «підготовку до шахрайства». Пара розлучилася у 1987 році після того, як дружина дізналася про його зраду. У 1989 році в Девоні він одружився з Джанет Янг; він жорстоко поводився з нею та крав у неї. На початку 1990-х вони розлучилися; колишня дружина та її діти стали бездомними. Він переїхав до Саутенд-он-Сі, де, не маючи житла, жив у хостелі. Пізніше він переїхав до власної квартири. Живучи там, він відвідав Coleherne Arms, гей-паб в Ерлз-Корт, Лондон, де вперше зустрів своїх жертв.

## Жертви

### Пітер Вокер
Пітер Вокер, 45-річний хореограф, повернувся з Айрлендом до своєї квартири в Баттерсі. Там гість його зв'язав і зрештою задушив поліетиленовим пакетом, який надів на голову. Айрленд розмістив двох плюшевих ведмедиків у позиції 69 на тілі жертви. Собаки Вокера залишились замкненими в іншій кімнаті. Наступного дня після вбивства, не почувши новин про злочин, він зателефонував у благодійну організацію психологічної допомоги та журналісту газети «Сан», повідомивши їм про собак і про вбивство власника. Він сказав їм, що хоче прославитися як серійний вбивця. Пізніше допитали колишнього хлопця жертви, який повідомив поліції, що Пітер не любив садомазохізм і, швидше за все, його схилив до цього Айрленд.

### Крістофер Данн
37-річний бібліотекар Данн жив у Велдстоуні. Його знайшли голим у портупеї. Його смерть спочатку вважали нещасним випадком, яка сталася під час еротичної гри. Крім того, оскільки він мешкав в іншому районі від Вокера, справою займалися інші слідчі. З цих причин смерть спочатку не пов'язували зі смертю Вокера.

### Перрі Бредлі III
Айрленд познайомилася з 35-річним бізнесменом Перрі Бредлі III у пабі Coleherne. Бредлі жив у Кенсінгтоні, був сином техаського благодійника від Демократичної партії Перрі Бредлі-молодшого.
Двоє чоловіків приїхали до квартири Бредлі, де Айрленд запропонував Бредлі зв'язати його; Бредлі висловив своє незадоволення цією ідеєю. Щоб змусити його підкоритися, Айрленд сказав, що він не може займатися сексом без елементів бандажа. Бредлі нерішуче погодився, і невдовзі його прив'язали до ліжка обличчям донизу з зашморгом на шиї. Потім під погрозою тортур Айрленд вимагав гроші та PIN-код. Гість запевнив Бредлі, що він просто злодій і піде, отримавши гроші. Бредлі назвав PIN-код, який Айрленд пізніше використав, щоб вкрасти 200 фунтів стерлінгів разом із 100 фунтами стерлінгів готівкою, взятими з квартири Бредлі. Айрланд сказав, що Бредлі слід заснути, оскільки він залишиться у квартирі ще кілька годин. Зрештою Бредлі таки заснув, і Айрленд навіть подумав залишити Бредлі неушкодженим. Але збагнувши, що Бредлі може впізнати його, тому використав зашморг на шиї Бредлі, щоб задушити. Перед уходом Айрленд поклав ляльку на мертве тіло.

### Ендрю Кольєр
Айрланд, розгніваний тим, що його дії не отримали розголосу навіть після трьох вбивств, знову вбив протягом трьох днів. Він зустрів і залицявся до 33-річного Ендрю Кольєра, наглядача, і пара поїхала в будинок Кольєра в Далстоні. У квартирі вони почули шум з вулиці й обидва чоловіки підійшли до вікна, щоб з'ясувати у чому справа. Айрленд схопив горизонтальну металеву перекладину, закріплену на вікні. Пізніше він забув витерти з неї відбитки пальців під час свого звичайного прибирання. Правоохоронці знайшли ці відбитки.
Після того, як він прив'язав жертву до ліжка, Айрленд знову вимагав банківські реквізити. Цього разу жертва відмовилася підкоритися. Після вбивства кота Кольєра Айрленд задушив власника зашморгом. Він одягнув презерватив на пеніс Кольєра та поклав на нього рот мертвого кота, а хвіст тварини помістив у рот Кольєра. Під час пошуку банківських реквізитів Айрленд знайшов інформацію, що вказувала на ВІЛ-позитивний статус Кольєра. Це злочинця розлютило. Потім він зателефонував до поліції, із запитанням, чому вони не пов'язали ці чотири вбивства. Наступного ранку він пішов із 70 фунтами стерлінгів.
Ймовірною причиною вбивства кота було те, що після вбивства Вокера, Айрленд залишив собак і пізніше анонімно повідомив про них. В результаті ЗМІ назвали вбивцю любителем тварин. Він задушив кота, щоб продемонструвати, що це припущення було помилковим.

### Емануель Спітері
П'ятою жертвою Айрленда став 41-річний мальтійський шеф-кухар Емануель Спітері, з яким він познайомився в пабі Coleherne. Він переконав Спітері надіти наручники та прив'язав його до ліжка. Айрленд знову вимагав PIN-код, але жертва відмовилась називати. Він знову застосував зашморг для вбивства. Після прибирання місця вбивства Айрленд підпалив квартиру та пішов. Пізніше він зателефонував у поліцію та сказав їм шукати тіло на місці пожежі, додавши, що, ймовірно, більше не вбиватиме.

## Кримінальна справа

### Розслідування
Припускають, що гомофобія з боку поліції затримала встановлення зв'язку між усіма вбивствами та що справи спочатку не розглядалися належним чином, але поліція зрештою зв'язала всі п'ять вбивств. Злочини отримали розголос у ЗМІ, а у гей-спільноті швидко стало відомо, що серійний вбивця полює саме на геїв.
Розслідування показало, що Спітері покинув паб Coleherne і поїхав додому разом зі своїм убивцею на потязі, а відеозапис служби безпеки успішно зафіксував їх двох на залізничній платформі на Чарінг-Крос. Айрленд упізнав себе та вирішив сказати поліції, що він був тим чоловіком зі Спітері, але не вбивцею, стверджуючи, що залишив Спітері у квартирі з іншим чоловіком. Однак поліція також знайшла відбитки пальців у квартирі Кольєра, пов'язані з Айрлендом.

### Судовий процес, вирок та ув'язнення
Айрленда звинуватили у вбивстві Кольєра та Спітері, він сам зізнався у вбивстві трьох інших, очікуючи суду у в'язниці. Він сказав поліції, що геїв обирав, бо вони були найлегшою мішенню, а не через помсту. Айрленд прикидався геєм, щоб заманювати своїх жертв. Він грабував тих, кого вбив, тому що на той час був безробітним, і йому потрібні були кошти, щоб їздити до Лондона та назад для пошуку жертв.
20 грудня 1993 року справа надійшла до Олд-Бейлі, Айрленд визнав всі звинувачення та отримав довічне ув'язнення за кожне з них. Суддя, містер Джастіс Сакс, сказав, що він був «надзвичайно страшним і небезпечним», додавши: «Позбавити одного людського життя — це обурливо; забрати п'ять — це бійня».
22 грудня 2006 року Айрленд був одним з 35 засуджених до довічного ув'язнення, чиї імена з'явилися у списку в'язнів Міністерства внутрішніх справ, які отримали довічне позбавлення волі, і яких навряд чи коли-небудь звільнять.
Злочини Айрленда отримали сенсаційне висвітлення у бульварній пресі. Окрім прізвиська «Вбивця геїв», у «News of the World» його назвали «Джеком-захоплювачем».

## Смерть
Айрленд помер 21 лютого 2012 року у в'язниці Вейкфілд. Прессекретар тюремної служби Її Величності сказала: «Вважається, що він помер природною смертю; проведуть розтин». Пізніше згадувались пневмосклероз і перелом стегна, який він отримав на початку місяця, як попередні причини смерті.

## Телебачення
- У 2017 році злочини Коліна Айрленда висвітлювались в епізоді серіалу CBS Reality «Голос серійного вбивці».
- У 2019 році Айрленд став темою епізоду 7 третього сезону «Найзлісніших вбивць» на каналі Pick[21].